# Стівен Полоз
Стівен Полоз (англ. Stephen Poloz; нар. 1956, Ошава, Онтаріо, Канада) — керівник Банку Канади.

## Біографія
Канадський українець в третьому поколінні.
У 1978 році здобув ступінь бакалавра в Університеті Квінз, спеціалізувався в галузі економіки. Магістерський ступінь (у 1979) і PhD (у 1982 році) здобув в Університеті Західної Онтаріо.
З 1981 по 1995 працював у Банку Канади. З 1999 в Export Development Canada (експортно-кредитне агентство Канади), у 2010 його очолив.
З червня 2013 керівник Банку Канади.